# マンゴー
マンゴー（檬果・芒果、英: Mango、学名: Mangifera indica）は、ウルシ科マンゴー属の果樹、またその果実。別名で、菴羅（あんら）、菴摩羅（あんまら）ともいう。マンゴーの栽培は古く、紀元前のインドで始まっており、仏教では、聖なる樹とされ、ヒンドゥー教では、マンゴーは万物を支配する神「プラジャーパティ」の化身とされている。
リンネの『植物の種』（1753年）に記載された植物の一つである。

## 名称
日本語のマンゴーは、英語の mango から、さらには、ポルトガル語の manga、マレー語（現代マレーシア語・インドネシア語でも同じ）の mangga、タミル語の மாங்காய் (māṅkāy マーンカーイ) から伝わった。
漢字表記の「芒果（現代中国語拼音: mángguǒ）」は、マレー語の mangga もしくは他の東南アジアの言語からの直接の音写である。
仏典の菴羅・奄羅・菴摩羅・菴没羅などは、サンスクリットの āmra（アームラ）の音写である。ただし、同じウルシ科のアムラタマゴノキ (Spondias pinnata) を意味する amra（アムラ）との混同が見られる。

## 植物学上の特徴と分布

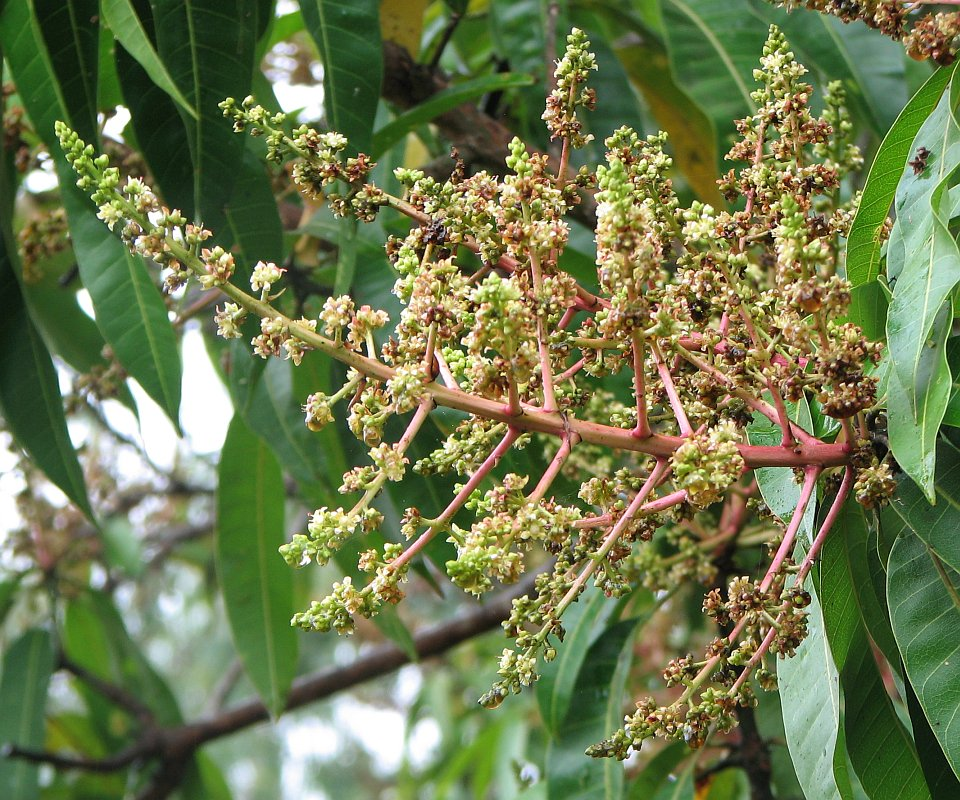
マンゴーの花

原産地はインドからインドシナ半島周辺と推定されている。そのうち、単胚性（一つの種から一個体繁殖する）の種類はインドのアッサム地方からチッタゴン高原（ミャンマー国境付近）辺りと考えられ、多胚性（一つの種から複数の個体が繁殖する）の種類はマレー半島辺りと考えられている。インドでは4000年以上前から栽培が始まっており、仏教の経典にもその名が見られる。現在では500以上の品種が栽培されている。インド・メキシコ・フィリピン・タイ・オーストラリア・台湾が主な生産国で、日本では沖縄県・宮崎県・鹿児島県・和歌山県・熊本県で主にハウス栽培されている。
マンゴーの木は常緑高木で、樹高は40メートル以上に達する。開花と結実時期は地域により差がある。枝の先端に萌黄色の複総状花序を多数付ける。花は総状花序と呼ばれる小さな花が房状で咲く状態になり、開花後に強烈な腐敗臭を放つ。この腐敗臭により受粉を助けるクロバエ科などのハエを引寄せている。マンゴーの原産地の熱帯地域は、ミツバチにとって気温が高すぎるため、マンゴーは受粉昆虫としてハエを選んだと考えられている（日本のハウス栽培では受粉を助ける昆虫としてミツバチをビニールハウス内に飼っている）。果実は系統によって長さ3-25センチ、幅1.5-15センチと大きさに開きがあり、その形は広卵形とも勾玉形とも評される。果皮は緑色から黄色、桃紅色などと変異に富むが、果肉は黄橙色をしていて多汁。果皮は強靱（きょうじん）でやや厚く、熟すと皮が容易に剥けるようになる。未熟果は非常に酸味が強いが、完熟すると濃厚な甘みを帯び、松脂に喩えられる独得の芳香を放つ。

## マンゴーとかぶれ
マンゴーはウルシオールに似た「マンゴール」という接触性皮膚炎（かゆみ）の原因となる物質が含まれており、高率にかぶれを引き起こすため注意が必要である。痒みを伴う湿疹などのかぶれ症状は食べてから数日経って発症・悪化する場合があり、ヘルペスなどと誤診されることもある。

## 食材としての利用

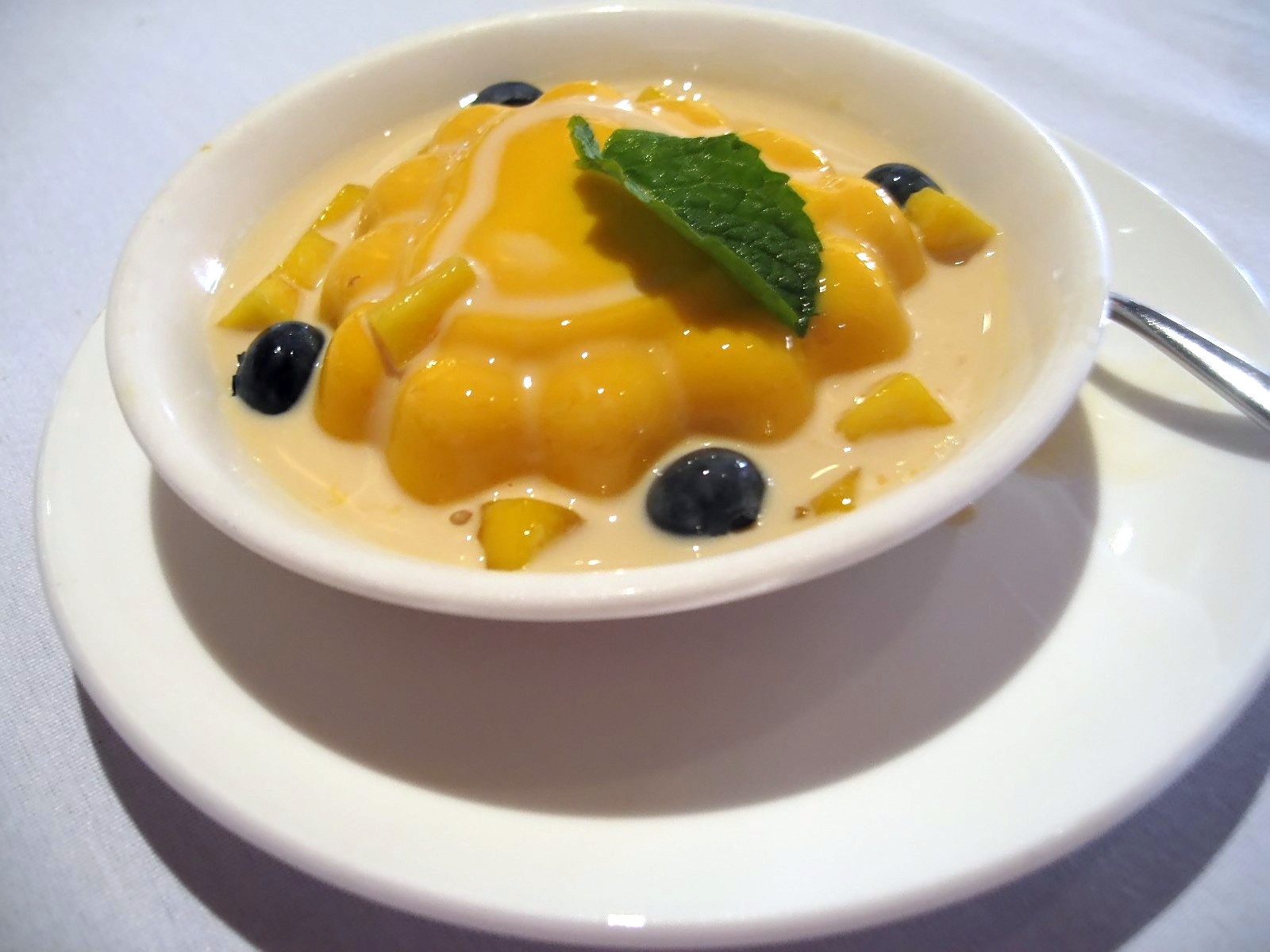
マンゴープリン

熟した実を中心にある種に沿って切り、生のまま食用にするのが一般的だが、ジュース・ラッシー・ピューレ・缶詰・ドライフルーツなどにも加工される。香港では果肉またはピューレにゼラチン・砂糖・生クリームなど、ほかの材料を合わせたマンゴープリンが有名である。そのほか、ムース・ケーキ・シャーベット・スムージー・グミなどの洋生菓子も盛んに作られている。また、未熟果を塩漬け・甘酢漬け・チャツネにする。東南アジアでは未熟果に唐辛子入りの砂糖塩につけて食したり、炒め物などの料理に使用したりする。
栄養面では、カロテン、ビタミンA、ビタミンCを多く含む。また葉酸も含まれている。
地域によってはパパイヤのようにマンゴーの未熟果実を野菜として、おやつとして食する文化が一般的である。タイとベトナムでは緑色の未熟果実が庶民のおやつとして食べられている。これには塩をつけて食べる。ほとんど甘みはなく、未熟な果実の鮮烈な酸味と歯ごたえを楽しむ。台湾では小ぶりのマンゴーの未熟果実を丸ごとシロップ漬けにしたおやつが食べられている。インドではマンゴーの未熟果実を乾燥させ粉末にしたものはアムチュールと呼ばれ、酸味付けのスパイスとして使用される。ガラムマサラにアムチュールを加えた複合スパイスはチャットマサラと呼ばれ、インド料理では広く使用される。

### 種類
アップルマンゴー
メキシコ産アーウィン種で、果実は大型で重さ400 - 500グラムにもなる。熟すと果皮が赤くなる。果肉はオレンジ色で、濃厚な甘味が特徴。日本でも宮崎県、沖縄県で栽培されている。
タイマンゴー
ペリカンマンゴー（フィリピンマンゴー）に似た姿で、平たくて黄色い品種。甘さとやや酸味がある。
フィリピンマンゴー（ペリカンマンゴー）
カラバオ種で、果実が平たくて黄色い。
ブラジルマンゴー
アップルマンゴーのケント種。ブラジル産のため、北半球では輸入物が冬に出回る。
キーツマンゴー
果皮が緑色のまま完熟するのが特徴。繊維が少なくて甘い。
オーストラリアマンゴー
果皮が黄色地にピンク色を帯びた色になるため、「ピーチマンゴー」ともよばれる。口当たりが良く、やさしい甘さがある。
- アーウィン種の果実
- ペリカンマンゴー種の果実

## 各国のマンゴー

### インド

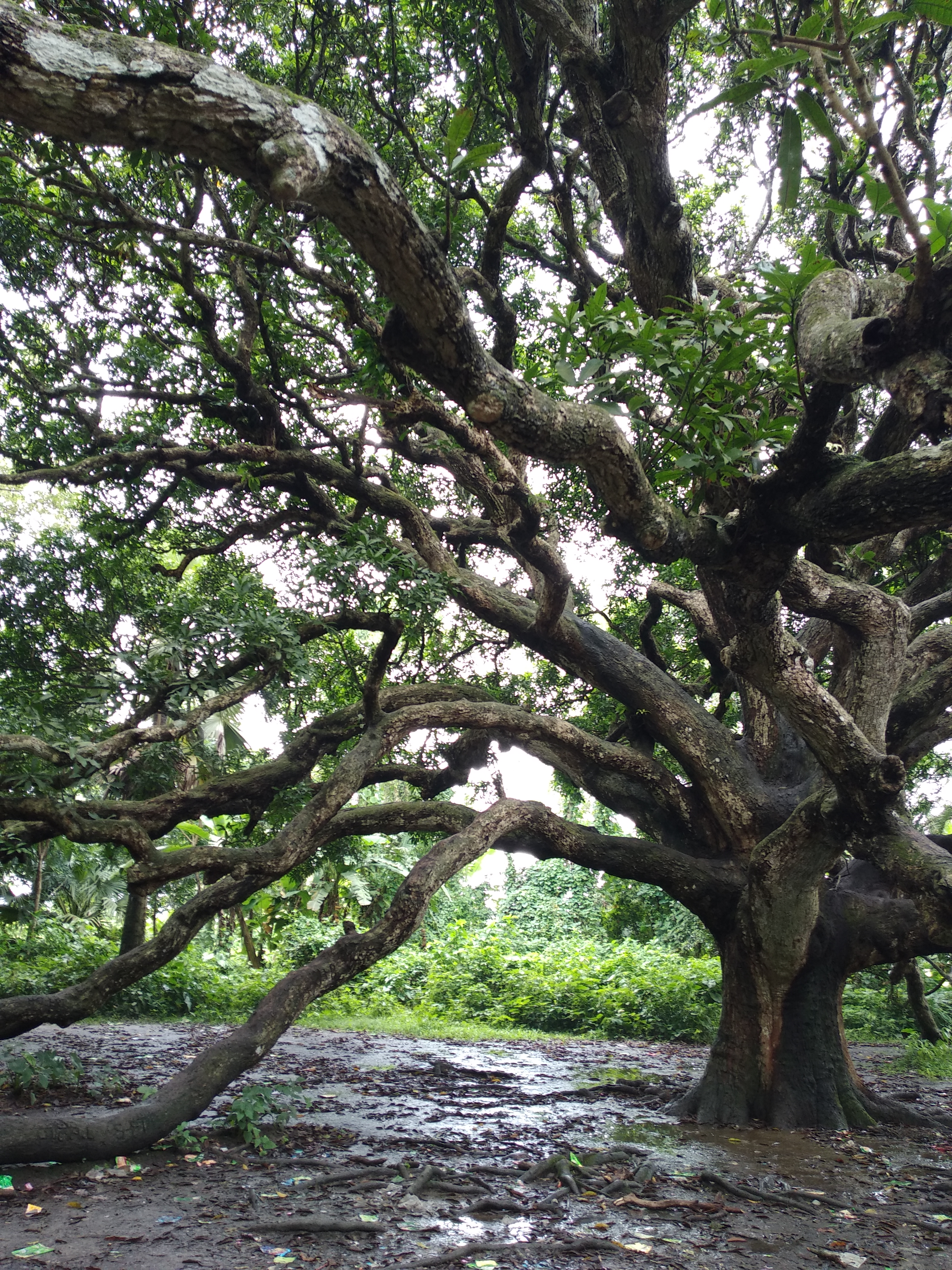
バングラデシュのGopalganjの110年の古代マンゴーの木

インドは世界最大のマンゴー生産国。年間収穫量は約160万トンで、世界各国に輸出する。4000年以上前から栽培が始まっており、現在では500以上の品種が栽培されている。マンゴーの王と呼ばれるアルフォンソ・マンゴーは、3月から5月にかけて実り始め7月頃に終わる。甘く特有の香りがある。雨期の数か月前に数日間雨が降り、その雨により一気に熟する。この雨をマンゴー・レインと呼び、デカン高原では4月中旬から5月初旬に降る。雨期が始まる6月中旬で、アルフォンソ・マンゴーの季節は終わる。デーヴガル産のアルフォンソ・マンゴーが最高だと言われ、実が大きく味が濃い。2006年より条件付で日本への輸入が解禁された。現在輸入できる品種はアルフォンソ種・ケサー種・チョウサ種・バンガンパリ種・マリカ種・ラングラ種である。なおベンガル地方で古くからマンゴーの葉のみを食べさせた牛の尿から黄色顔料インディアンイエローを製造していたが、牛が飢餓状態になるため動物虐待として1908年に取引が禁止された。

### 日本
マンゴーは熱帯性の植物である。故に亜熱帯性気候の沖縄などを除く大半が温暖湿潤気候の日本では露地栽培により果実を実らせることが難しいため、農家ではビニールハウス栽培を採用している。ハウス栽培を行う目的は高い気温の確保ではなく、マンゴーの開花時期が日本の雨季と重なるため、水に弱いマンゴーの花粉を雨から守ることで受粉をさせ、結実させるためである。
日本では植物防疫法によって、侵入を警戒する農業大害虫のミバエ類が発生している国・地域からのマンゴーの生果実の輸入は原則として禁止されている。しかし、輸出国において果実に寄生する対象ミバエ類の完全殺虫処理技術等が確立されれば、各国より申請された品種について日本側（農林水産省）が検討し、問題無いとの結論に至ったものは殺虫処理などの条件を付して日本への輸入が認可されるようになった。殺虫処理技術には飽和水蒸気による果実の加熱処理である蒸熱処理や温水に果実を漬ける温湯浸漬という工程が用いられることが多い。これら条件付き輸入解禁により、1990年代後半ごろから全国のスーパーなどの小売店でフィリピン産などのマンゴー果実が安価で売られ、また菓子などの加工物の原材料としても幅広く用いられるようになり、一気に代表的な熱帯産果物の一種として日本の社会に浸透した。
日本では写真の花切りがマンゴーの切り方として定着している。切り方は中央の平たい種をさけ、実の幅が狭い方を縦にし、魚を3枚におろすように縦から包丁を入れて3枚に切る。皮を切らないように、果肉の切った面にさいの目状に切り目を入れる。そして両手で皮側を押し上げて果肉を反り返すと花のような形になる。
日本国内ではおよそ3000トンのマンゴーが生産されており、品種はほぼ全てがアーウィン種となる。また、国内の生産量の上位は沖縄県、宮崎県、鹿児島県の順となっている。

#### 完熟マンゴー/太陽のタマゴ
通常のマンゴーは完熟する前に収穫されているため、通常は追熟と呼ばれる経過を経て食されるが、宮崎県にて栽培されるマンゴーは全てが樹上にて完熟し、自然に落果したものを「完熟マンゴー」として出荷している。通常のマンゴーに比べ非常に甘く柔らかいことが特徴。通常のマンゴーはハウス栽培にて年中収穫されるが、宮崎県産の完熟マンゴーは4月中旬から7月頃までしか出荷されていない。出荷段階で完熟しているため、常温では数日、冷蔵でも1週間程度しか保存ができず、また樹上から自然落果するタイミングも測れないため出荷が不安定となり、他県のマンゴーに比べて高額で取引される。
また収穫された完熟マンゴーの中でも厳しい基準をクリアしたもののみ「太陽のタマゴ」のブランドを名乗ることが許され、解禁日の初競りでは2玉で50万円の値を付けた例もあり、非常に高額な値段で取引が行われている。太陽のタマゴも出荷自体は4月後半から行われているが、旬は糖度が増す6月 - 7月となる。完熟マンゴーのうち、太陽のタマゴが占める割合は多い年でも2割以下となる。

### タイ
マンゴーはタイ語でマムアンといい、タイでの旬は4月から7月である。もち米とともに調理したカオニャオ・マムアンはタイの名物料理である。また、ドライフルーツ状を呈したマムアンクアンや、甘く味付けした魚醤と未熟のマンゴーをからめたマムアンナンプラーワーンなどの菓子も存在する。
タイでは60種類以上の品種が栽培されているが、条件付で日本への輸入が解禁されたのが1987年で、日本へ輸入できるマンゴーの生果実は、植物防疫法施行規則による植物検疫が受けられるキオウサウェイ種、チョークアナン種、ナンカンワン種、ナンドクマイ種（泰: นำ้ดอกไม้）、ピムセンダン種、マハチャノ種及びラッド種の計7種類である。外国産のマンゴーではメキシコ、フィリピンについで3番目の輸入量である。
日本人には糖度の高さと肌理細かな食感が特徴のナムドクマイ種が最も好まれ、日本に輸入されているタイ産マンゴーのほとんどを占めている。ナムドクマイとはタイ語で「花のしずく」という意味で、しずく状のマンゴーの形が名前の由来である。

### 台湾

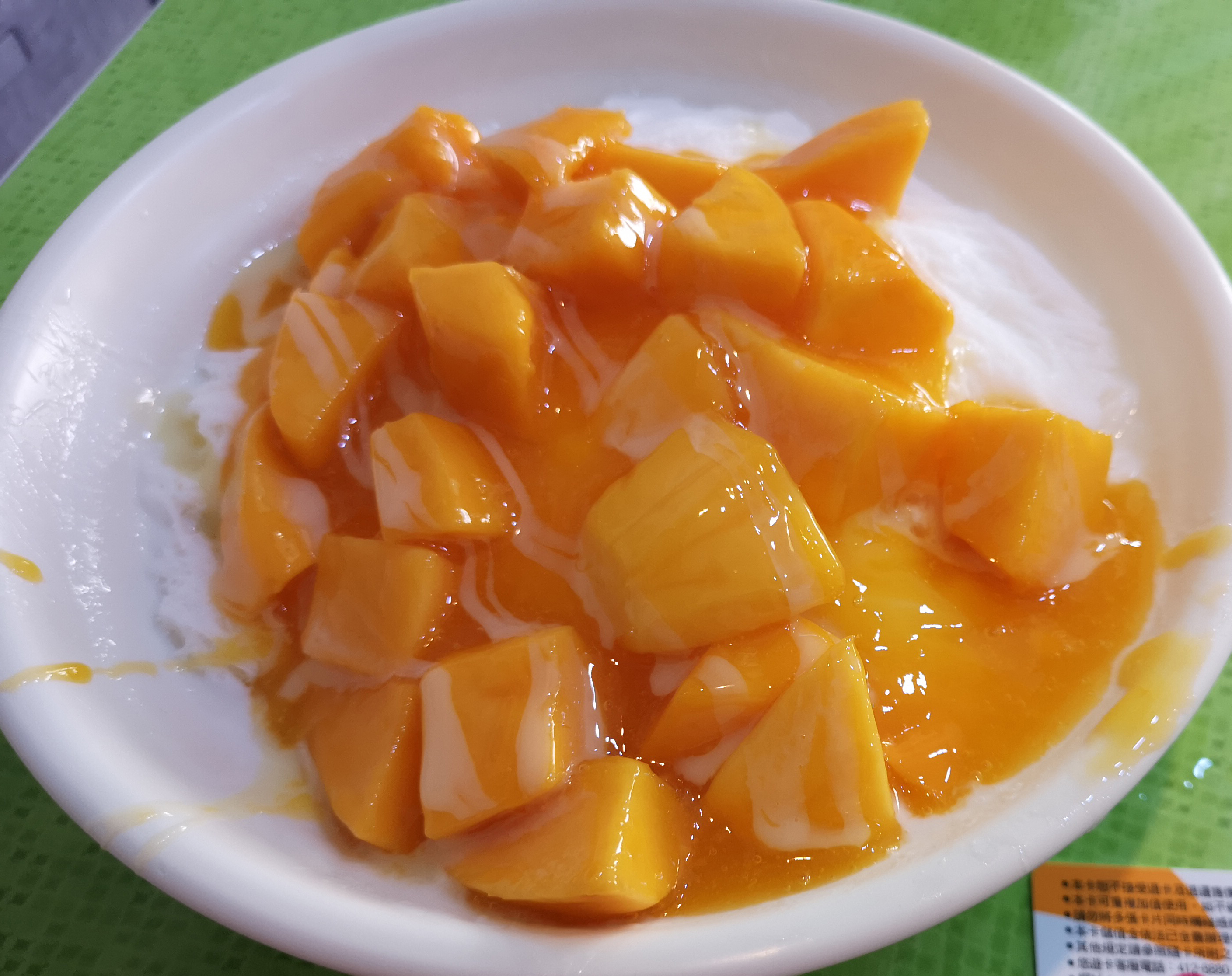
台湾にある「冰讃」の芒果雪花冰

台湾語で「ソァイアー」（檨仔）と呼ばれる。

### 中国

毛沢東と同一視されたマンゴーは、祝賀パレードの先頭に据えられたり、防腐処理を施されたうえで各地の労働者にも送られたりした。

1968年8月5日に中国共産党中央委員会主席の毛沢東が、パキスタン外務大臣のミアン・アルシャッド・フセインから贈られたシンドリー種を、清華大学に進駐している首都工農毛沢東思想宣伝隊に授けたことがきっかけで、マンゴーを毛沢東と同一視する動きがあった。
また、2020年代のペットブームの際は、中国語でマンゴーを意味する「芒果」（マングオ）の「果（グオ）」の発音が、犬をあらわす「狗（ゴウ）」の発音と似ていることから、「芒狗（マンゴウ）」と名付けてペットとしてかわいがる動きがあった。
一方、香港ではタピオカ入りの楊枝甘露があり、こちらは2021年に台湾で爆発的な人気を起こし、2022年には日本でも供給されるようになった。